# اداي آيت الول (أداي)
اداي آيت الول هي إحدى مشيخات المملكة المغربية، تتبع جغرافيا لإقليم كلميم وإداريًا لأداي. يقدر عدد سكانها بـ 2730 نسمة حسب الإحصاء الرسمي للسكان والسكنى لسنة 2004.